# Aricia morronensis
Aricia morronensis е вид пеперуда от семейство Синевки (Lycaenidae). Видът не е застрашен от изчезване.

## Разпространение
Разпространен е в Андора, Испания и Франция.

## Описание
Популацията на вида е стабилна.